# Eurylaimus
Eurylaimus és un gènere d'ocells de la família dels eurilàimids (Eurylaimidae) que es troben a l'Àsia Sud-oriental.

## Taxonomia
El gènere Eurylaimus va ser introduït l'any 1821 pel naturalista nord-americà Thomas Horsfield per acomodar-se al becample de Java (Eurylaimus javanicus). El nom prové del grec antic «εὐρύς (erus)» que significa “ample” i «λαιμός (laimos)», “gola”.
Segons la Classificació del Congrés Ornitològic Internacional (versió 14.2, 2024) aquest gènere està format per dues espècies:
- becample de Java - (Eurylaimus javanicus).
- becample de collar - (Eurylaimus ochromalus).

Segons la Classificació de Handbook of the Birds of the World i BirdLife International Checklist of the Birds of the World (2024) també conté una tercera espècie considerada subespècie de E. javanicus (E. j. harterti) per la resta d'autoritats taxonòmiques.
- becample ullblau - (Eurylaimus harterti).

Antigament, algunes autoritats també consideraven les següents espècies (o subespècies) com a espècies del gènere Eurylaimus i que ara formen part d'altres gèneres:
- Bec ample de Mindanao - (Sarcophanops steerii)[6]
- Bec ample de les Visayas - (Sarcophanops samarensis)[7]
- Monarca de Vanikoro - (Myiagra vanikorensis)[8]
- Monarca becample - (Myiagra ruficollis)[9]
- Monarca setinat - (Myiagra cyanoleucus)[10]